# Nathanael West
Nathanael West, pseudônimo de Nathan Wallenstein Weinstein (Nova Iorque, 17 de outubro de 1903 - El Centro, Califórnia, 22 de dezembro de 1940) foi um escritor estadunidense.

## Trabalhos publicados
Main article: Bibliography of Nathanael West

### Romances
- The Dream Life of Balso Snell (1931)
- Miss Lonelyhearts (1933)
- A Cool Million (1934)
- The Day of the Locust (1939)

### Peças
- Even Stephen (1934, com S. J. Perelman)
- Good Hunting (1938, com Joseph Schrank)

### Histórias curtas
- "Western Union Boy"
- "The Imposter"

### Coleções póstumas
- Bercovitch, Sacvan, ed. Nathanael West, Novels and Other Writings (Library of America, 1997) ISBN 978-1-883011-28-4

## Roteiros
- Ticket to Paradise (1936)
- Follow Your Heart (1936)
- The President's Mystery (1936)
- Rhythm in the Clouds (1937)
- It Could Happen to You (1937)
- Born to Be Wild (1938)
- Five Came Back (1939)
- I Stole a Million (1939)
- Stranger on the Third Floor (1940)
- The Spirit of Culver (1940)
- Men Against the Sky (1940)
- Let's Make Music (1940)
- Before the Fact (1940) (não produzido)